# جيريمي مينيز

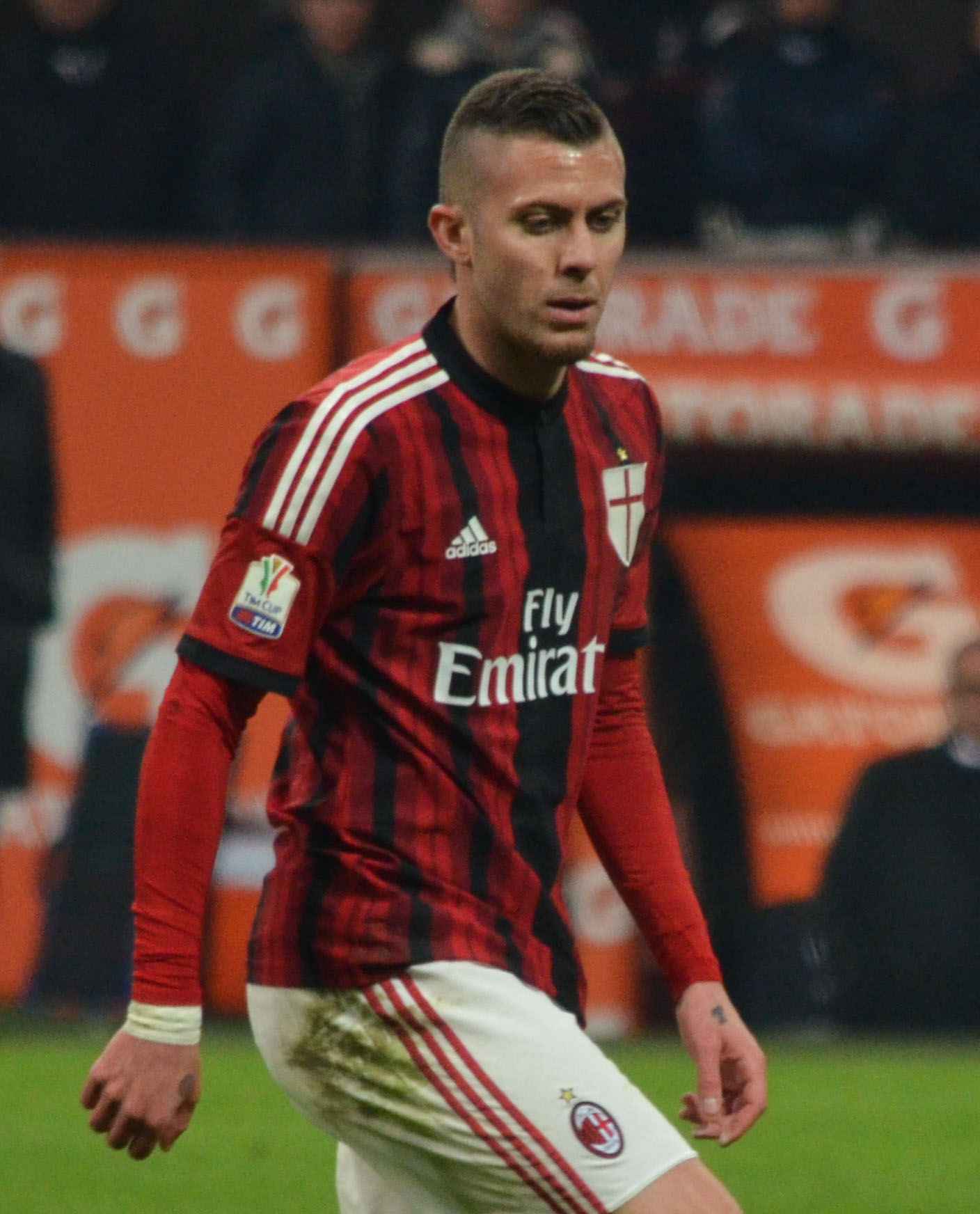

جيريمي مينيز (بالفرنسية: Jérémy Menez)‏ (مواليد 7 مايو 1987 في لونغيومو - فرنسا) لاعب كرة قدم فرنسي يلعب حاليا لصالح نادي الدرجة الأولى نادي إيه سي ميلان الإيطالي منذ 2014، في مركز لاعب الوسط مهاجم.

## روابط خارجية
- جيريمي مينيز على موقع الاتحاد الدولي (مؤرشف)  (الإنجليزية)
- جيريمي مينيز على موقع الاتحاد الأوربي (الإنجليزية)
- جيريمي مينيز على موقع اتحاد تركيا (لاعب) (الإنجليزية)
- جيريمي مينيز على موقع رابطة كرة القدم الفرنسية للمحترفين (الإنجليزية)
- جيريمي مينيز على موقع إي إس بي إن إف سي (الإنجليزية)
- جيريمي مينيز على موقع قاعدة بيانات كرة القدم.إي يو (الإنجليزية)
- جيريمي مينيز على موقع ليكيب (الفرنسية)
- جيريمي مينيز على موقع ناشيونال فوتبول تيمز (الإنجليزية)
- جيريمي مينيز على موقع Soccerbase.com (لاعب) (الإنجليزية)
- جيريمي مينيز على موقع Soccerway.com (الإنجليزية)